# Свети Димитър (Аникси)
Вижте пояснителната страница за други значения на Свети Димитър.
„Свети Димитър“ (на гръцки: Αγίου Δημητρίου) е православна църква в гревенското село Аникси (Греуса), Егейска Македония, Гърция.
Храмът е разположен източно от селото. В архитектурно отношение е еднокорабна базилика с дървен покрив и с издигната женска църква. Запазени са части от оригиналните стенописи. Иконостасът липсва и единствената украса на храма е на южната стена и в лявата конха в светилището.
В 1969 година църквата е обявена за паметник на културата.